# تفجير الكربون

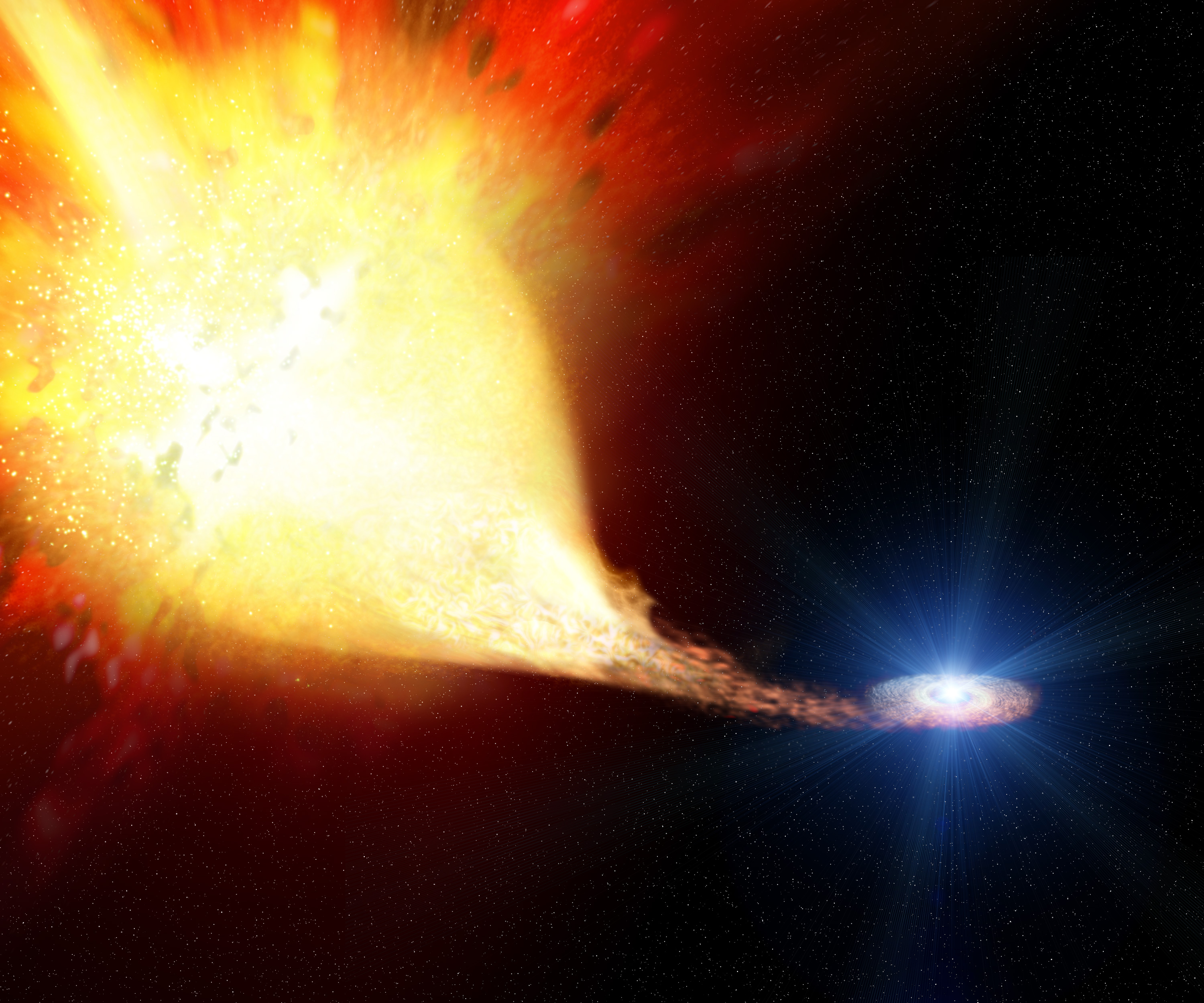

تفجير الكربون هو اشتعال إندماج حراري نووي عنيف في قزم أبيض يشكل جزءً من نظام نجمي ثنائي وثيق. ينتج عنهُ مستعر أعظم من النوع الأول.
لا يخضع القزم الأبيض لتفجير الكربون إلا إذا كان لديهِ رفيق، سواء كان ذلك الرفيق نجما طبيعيا أو قزم أبيض آخر، قريب بما فيه الكفاية من القزم الأبيض لسحب كميات كافية من المادة، وقد تم طرد المادة المسحوبة أثناء مرحلة متأخرة من عملية التطور النجمي للنجم المرافق. وإذا كان النجم المرافق يوفر ما يكفي من المواد (الطاقة) للقزم الأبيض، فإن الضغط الداخلي للقزم الأبيض ودرجة الحرارة سوف ترتفع بما فيهِ الكفاية لصهر الكربون غير القابل للانصهار سابقا في لب القزم الأبيض. وعادة ما يحدث تفجير الكربون عندما تضغط المادة المتراكمة كتلة القزم الأبيض بالقرب من حد شاندراسيخار
الذي يعادل 1.4 كتلة شمسية تقريبا. ويحدث نفس الشيء عند تصادم قزمان أبيضان وتكون الكتلة المتبقية أيضا فوق حد تشاندراسيخار.
في حين أن الحرارة تتحرر بسبب فعل الانصهار، فأن الضغط مبدئياً يعود إلى ضغط انحطاط الإلكترون بدلا من الطاقة الحرارية، وبالتالي لا يزيد الضغط كثيرا، مما يثبط توسع النجم (حتى وقت متأخر جدا) سامحاً بازدياد درجة الحرارة وبالتالي ارتفاع معدل الانصهار بشكل كبير في عملية انفلات حراري. وينتشر استئناف الانصهار إلى الخارج في سلسلة من «الفقاعات» غير المتكافئة، مما يثير تقلقل رايليغ تايلور.